# کوشی سوبو
کوشی سوبو (انگلیسی: Koshi Sobu؛ زادهٔ ۲۷ ژانویهٔ ۱۹۵۹) بازیکن والیبال اهل ژاپن بود.